# Vima Kadphises
Vima Kadphises (kušánsky Οοημο Καδφισης), též Kadphises II., byl panovník z dynastie Kušánů, který vládl přibližně v rozmezí let 80–100. Podle genealogie králů dochované na kamenné desce z Rabataku byl synem Vimy Takta a otcem krále Kanišky, asi nejznámějšího z kušánských králů vůbec. Vima Kadphises rozšířil dobyvačnými výpravami území Kušánské říše o Afghánistán a severozápadní Indii.
Byl prvním vládcem, který v Indii zavedl ražení zlatých mincí. Jednalo se o zlaté dináry, které obsahovaly 8,035 g zlata. Římský denár obsahoval přesně stejné množství, takže je pravděpodobné, že tato podobnost není náhodná. Do dnešních dnů se těchto mincí dochovalo velké množství. Bývají na nich různá vyobrazení, často je na nich sám král Vima Kadphises, buddhistické symboly triratny či vyobrazení Šivy.
Používání zlatých mincí svědčí o prosperitě kušánského království za dob Vimy Kadphisa. V té době měla říše obchodní styky s Čínou, centrální Asií, Alexandrií i Antiochií. Kušánci podporovali obchod na hedvábné stezce, kde sami obchodovali s hedvábím, kořením i dalším zbožím. S Římskou říší obchodovali Kušánci díky lodím, které se do Kušánské říše vraceli s řeckým vínem, zlatými mincemi i otroky.